# Kreileroord
Kreileroord is een dorp in de gemeente Hollands Kroon in de Nederlandse provincie Noord-Holland.
Kreileroord is met 595 inwoners (1 januari 2023) het kleinste dorp van de Wieringermeer. Het dorp ligt net ten oosten van Wieringerwerf. De plaatsnaam van het dorp is een duidelijke verwijzing naar het Kreilerwoud, een woud dat er ooit gestaan heeft.

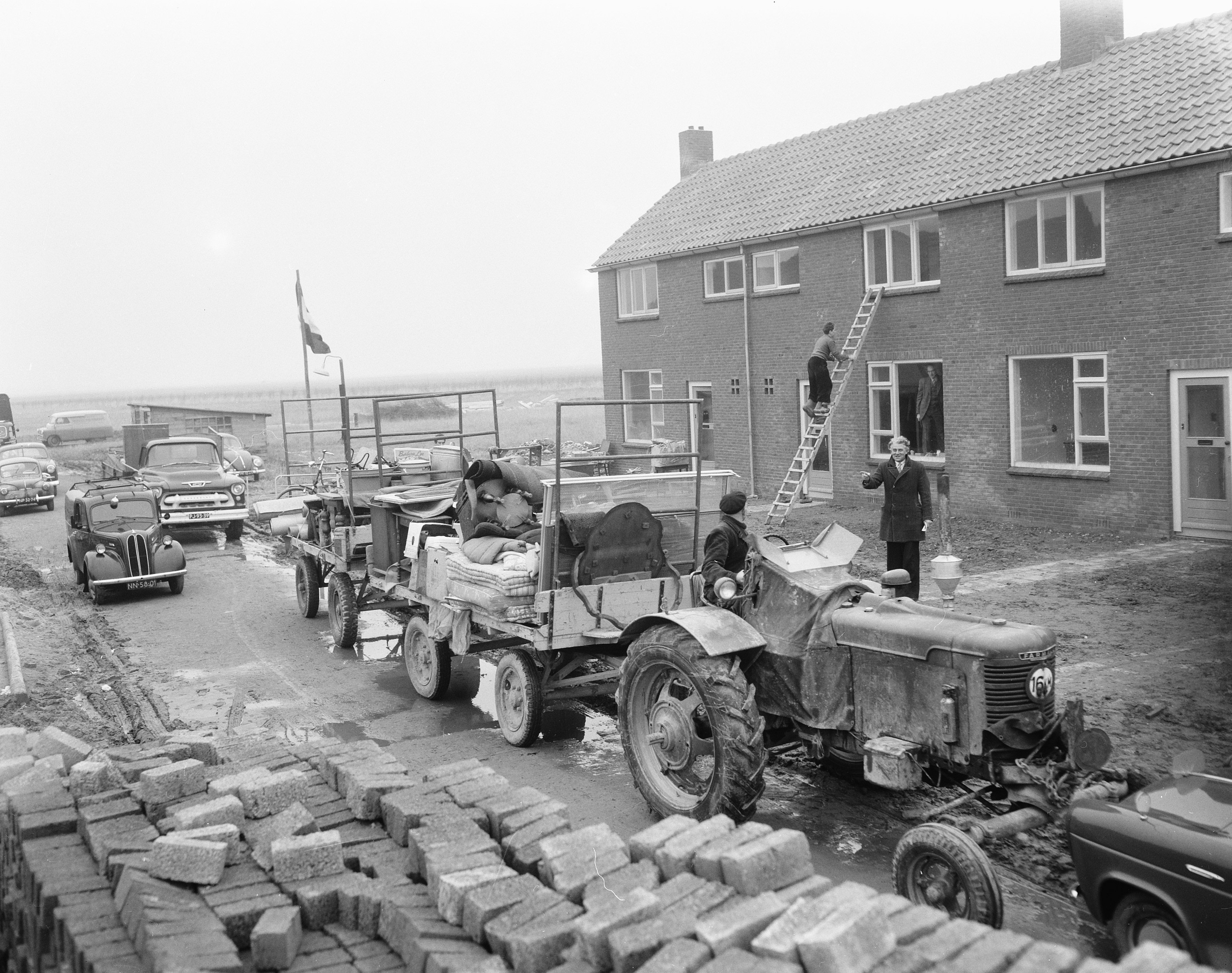
Aankomst nieuwe bewoners te Kreileroord (1957)

Oorspronkelijk is het dorp gebouwd in 1957 als nederzetting voor landarbeiders. De basisopbouw van het dorp kwam direct van de tekentafel af. Toen het dorp af was, liep het aantal landarbeiders terug door de mechanisatie. Het dorp is daarna ook altijd klein gebleven. Er werden destijds ook twee lagere scholen en een dorpshuis gebouwd. Het dorpshuis werd in de jaren tachtig van de vorige eeuw aangepast en verbouwd waardoor meerdere clubs en verenigingen er hun activiteiten konden ontplooien. De leerlingen van de twee lagere scholen, een openbare en een christelijke, gingen wekelijks naar de sportzaal van het Kreileroorder dorpshuis zodat ze daar hun gymlessen konden volgen. Allerlei sportverenigingen, waaronder een volleybalvereniging en een judoclub waren ook actief in de gymzaal van het dorpshuis. Zondags werd de zaal ook een tijdlang gebruikt voor kerkdiensten. De twee lagere scholen alsmede het dorpshuis zijn inmiddels afgebroken.
Begin 2006 is het multifunctionele centrum De Doorbraak geopend. Dit nieuwe gebouw herbergt school het Creiler woud en de plaatselijke voetbalclub SV Kreileroord.
Winkels heeft het dorp thans niet meer, maar met de komst van nieuwbouwwoningen op de plaats van het voormalige dorpshuis en lagere scholen is er weer perspectief voor winkels in dit dorp. Ook ligt er het plan voor een uitbreiding van het dorp met 1100 woningen. Deze woningen zullen aan het water van het IJsselmeer komen en hiervoor zal de Wieringermeerdijk verlegd moeten worden zodat er een meer zal ontstaan aan de rand van het dorp. Dit plan is al in een vergevorderd stadium.
In oktober 2018 is in het dorp een zendmast geplaatst. Tot dan toe hadden de inwoners géén mobiel telefoon bereik. Buiten de dorpskern, ten oosten ervan, ligt het IJsselmeer, waar bij de dijk een klein recreatiegedeelte is. Zo'n 900 meter ten zuiden van de dorpskern ligt het testpark, een testwindmolenpark van ECN.

## Voorzieningen
In Kreileroord bevindt zich basisschool Het Creiler Woud. 
Dorpen en gehuchten: Anna Paulowna · Barsingerhorn · Breezand · Den Oever · Haringhuizen · Hippolytushoef · De Haukes · Kleine Sluis · Kolhorn · Kreil · Kreileroord · Lutjewinkel · Middenmeer · Moerbeek · Nieuwe Niedorp · Nieuwesluis · Oosterklief · Oosterland · Oude Niedorp · Slootdorp · Smerp · Stroe · De Strook · Terdiek · Tolke (deels) · Van Ewijcksluis · Vatrop · 't Veld · Verlaat (deels) · Westerklief · Westerland · Wieringerwaard · Wieringerwerf · Winkel · Zijdewind

Buurtschappen: Blokhuizen · Dam · De Belt · De Bomen · De Elft · Emaus · Gelderse Buurt · De Gest · Groetpolder · Hanedoes · De Heid · De Hoelm · Hogebieren · Hollebalg · De Kampen · Langereis (deels) · De Leijen · Lutjekolhorn · Mientbrug · Noord-Stroe · Noordburen · Noorderbuurt · De Normer · Poolland · Spoorbuurt · Tin · Vennik (deels) · Wateringskant · De Weel (deels) · De Weere · Westeinde  · Zandburen

Noord-Holland: Steden en dorpen    Nederland: Provincies · Gemeenten